# Franciszek Skowron
Franciszek Skowron (ur. 1856 w Ciężkowicach, zm. w 1929) – polski architekt związany z Galicją działający głównie we Lwowie.
Pochowany na cmentarzu Rakowickim w Krakowie.

## Budowle
Franciszek Skowron zaprojektował wiele budynków w stylu historyzmu:
- „Sokolnia”, czyli gmach Towarzystwa Gimnastycznego „Sokół” w Rzeszowie 1890
- W latach 1895–1897 według projektu Franciszka Skowrona przebudowano zrujnowany Zamek w Rzeszowie.
- Gmach Sądu Kryminalnego (Pałac Sprawiedliwości, Pałac Sądownictwa, Pałac Justycji) na rogu pl. Halickiego i ul. Batorego we Lwowie wzniesiony w 1892[2]
- Dyrekcja Skarbowa i Urząd Podatkowy w Stanisławowie z 1912[3]
- Dom Polski w Czerniowcach

W 1893 Franciszek Skowron wraz z Julianem Zachariewiczem kierowali pracami budowlanymi ponad stu obiektów budowanych na Powszechną Wystawę Krajową we Lwowie, na którą wybudowano m.in.
- Pałac Sztuki – jeden z najważniejszych obiektów Powszechnej Wystawy Krajowej 1894 r.
- Pawilon Jana Matejki
- Pawilon Panoramy Racławickiej
- Pawilon architektury
- Pawilon przemysłu
- Halę koncertową[4]

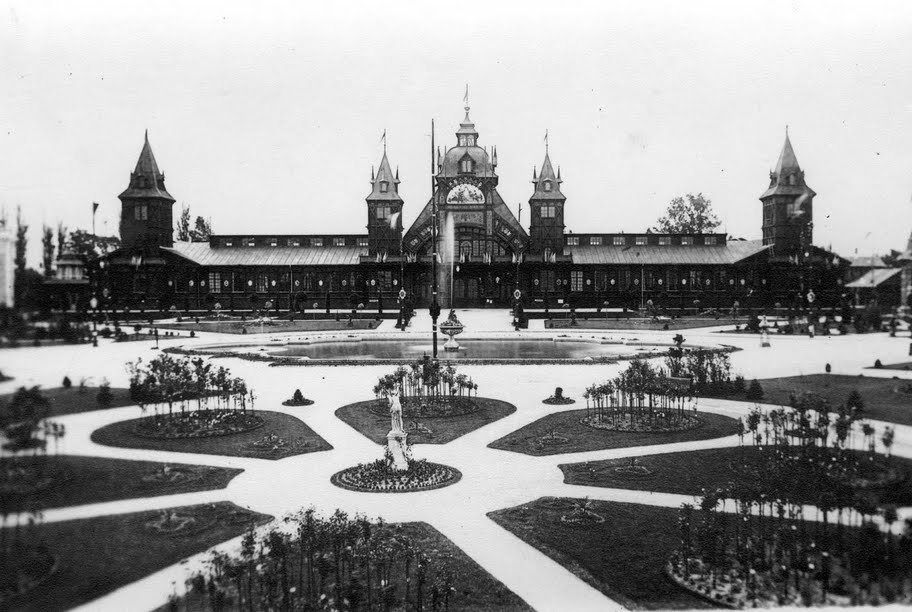
Budynek Powszechnej Wystawy Krajowej w 1894
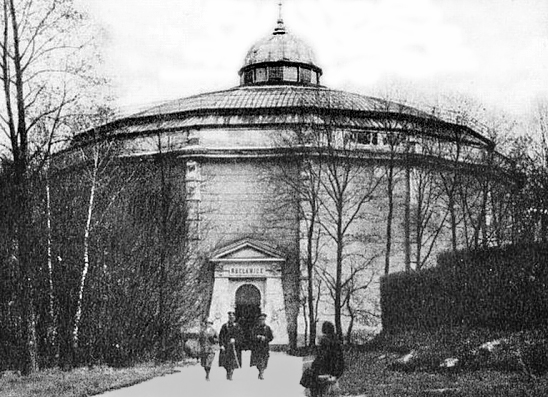
Pawilon Panoramy Racławickiej we Lwowie
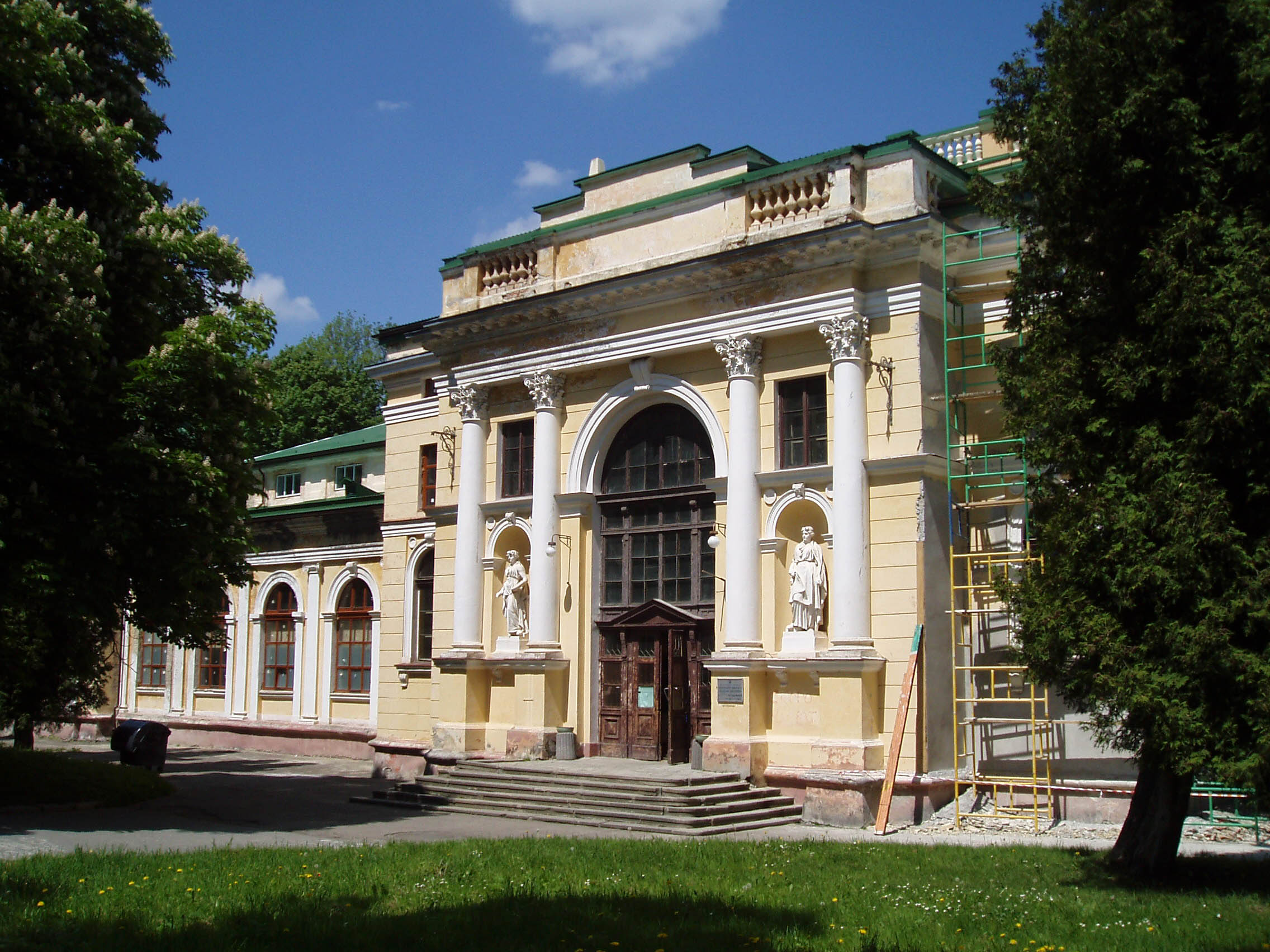
Pałac Sztuki w Parku Stryjskim, Lwów
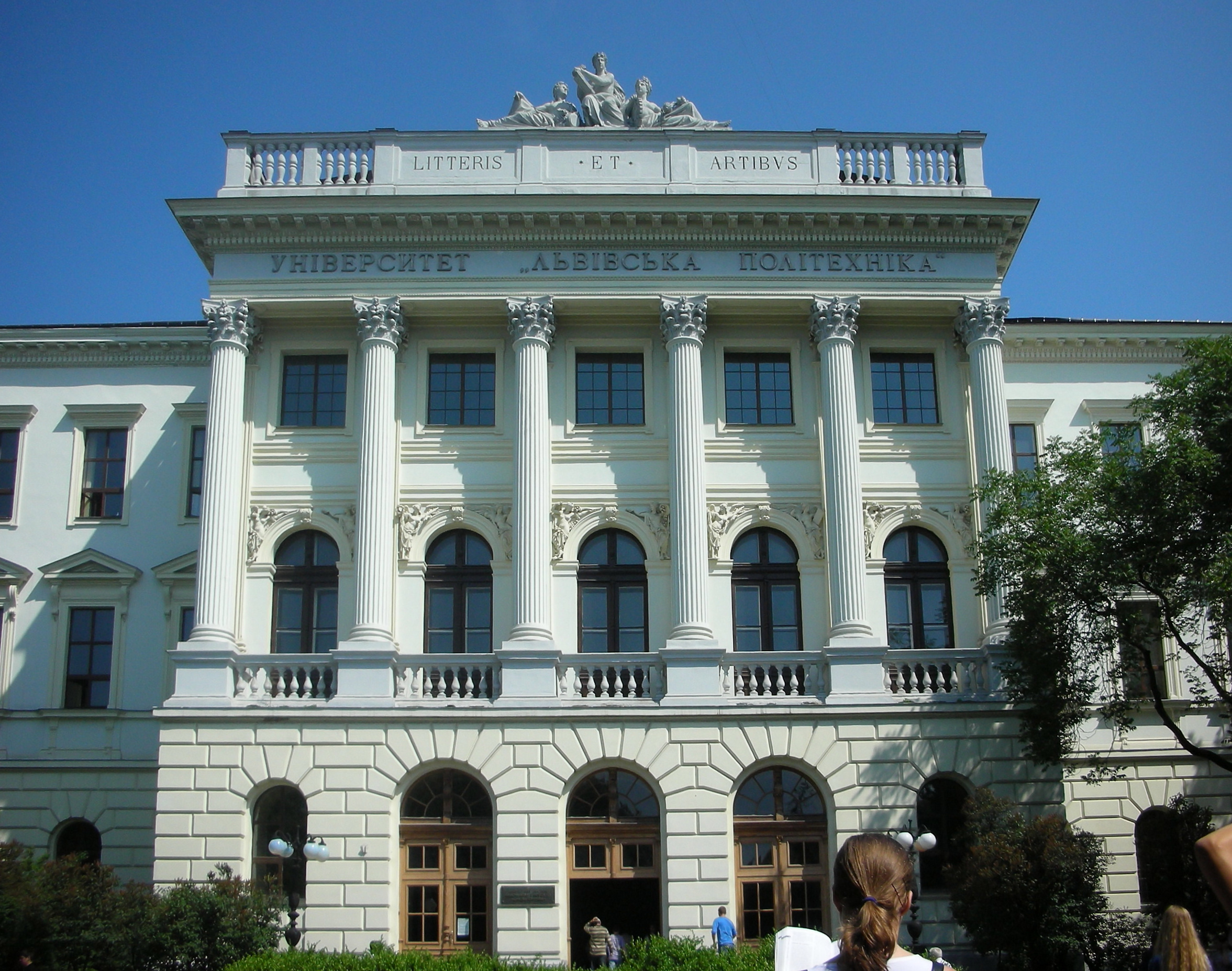
Politechnika Lwowska
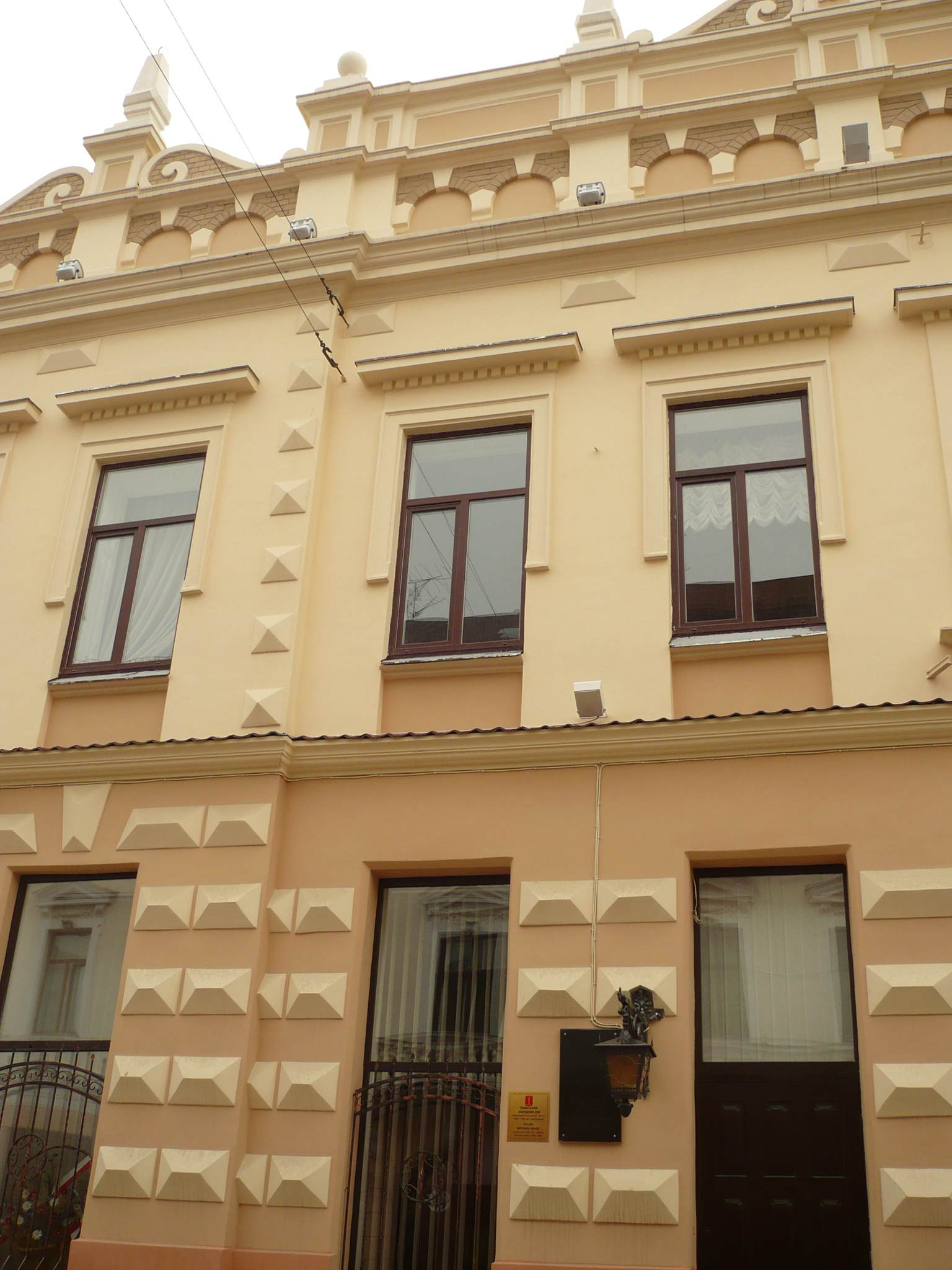
Dom Polski w Czerniowcach